# Стара Карачиха
Стара Карачи́ха (рос. Старая Карачиха, ерз. Старая Карачиха) — присілок у складі Ромодановського району Мордовії, Росія. Входить до складу Трофимовщинського сільського поселення.

## Населення
Населення — 19 осіб (2010; 37 у 2002).
Національний склад (станом на 2002 рік):
- росіяни — 100 %